# ستاندرد أويل

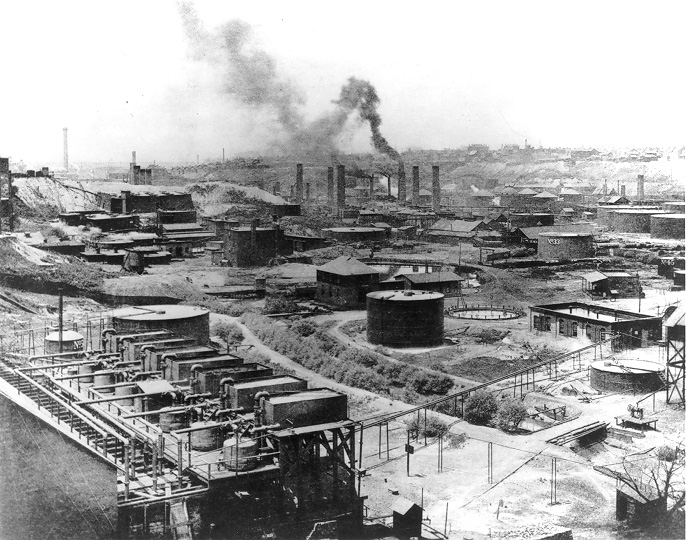
مصفاة ستاندرد أويل في كلفلاند (أوهايو) في عام 1899

ستاندرد أويل (Standard Oil) كانت شركة عملاقة لإنتاج ونقل وتكرير وتسويق النفط تأسست في ولاية أوهايو، في الولايات المتحدة الأمريكيَّة. وذلك في 10 يناير 1870 بواسطة رجل الأعمال والصناعي العصامي جون دافيسون روكفلر وشركائه، برأس مال قدره مليون دولار أمريكي. مع حلول العام 1879 كانت الشركة تسيطر على حوالي 90 % من إجمالي تصفية النفط في الولايات المتَّحدة. واستمرت حتى عام 1911 حينما اصدرت المحكمة العليا الأمريكيَّة قرارا بتفكيك الشركة إلى 34 شركة بسب قضايا مكافحة الاحتكار (Antitrust) التي رفعتها الحكومة الفيدرالية الأمريكية ضد الشركة قبل عدة سنوات. وتعد «ستاندارد أويل» من أكبر وأقدم الشركات متعددة الجنسيات في العالم، ولعل المثال الأفضل لتوضيح الحجم الهائل الذي كانت «ستاندرد أويل» لتكون عليه اليوم هو شركة «إكسون موبيل»، والتي تأسست من اندماج شركتين فقط من الشركات ال 34 التي نتجت عن تفكيك «ستاندرد»، وتعد شركة «إكسون موبيل» أكبر شركة في العالم من حيث المبيعات وصافي الأرباح والتي بلغت في عام 2006 377.5 مليار دولار و 39.5 مليار دولار، على التوالي، كما بلغت القيمة السوقية للشركة في 12 يوليو 2007 نحو 505 مليار دولار  نسخة محفوظة 14 أغسطس 2007 على موقع واي باك مشين..
حاملو الأسهم عند التأسيس كانوا (جون دافيسون روكفلر)، (ويليام أ. روكفلر)، (صأمويل أندروز)، (هنري فلاغلر) وشريك صامت هو (ستيفن ف. هاركنس)

## تأسيس الشركة
في 28 أغسطس 1859، تم إجراء أول تنقيب عن النفط في تيتوسفيل (بنسلفانيا) بواسطة «العقيد» إدوين دريك. كليفلاند (أوهايو)، أقرب مدينة، سرعان ما أصبحت مركزًا لصناعة التكرير. بدأت ستاندارد أويل كشركة في أوهايو تجمع بين أصول رجل الصناعة جون دي روكفلر وشقيقه ويليام روكفلر وسمسار الحبوب هنري فلاجلر والكيميائي صامويل أندروز والمستثمر ستيفن في هاركنيس والمُنقب عن الذهب أوليفر بور جينينغز، الذي تزوج أخت روكفلر. في عام 1870، أنشأ روكفلر شركة ستاندرد أويل أوف أوهايو، برأس مال قدره مليون دُولار. من الإصدار الأولي البالغ 10000 سهم، خصص جون دي روكفلر 2667؛ تلقى هاركنيس 1,334، ويليام روكفلر، فلاجلر، وأندروز 1,333 لكل منهم؛ تلقى جينينغز 1000؛ واستفادت خزينة شركة روكفلر، أندروز وفلاجلر من الأسهم المتبقية البالغ عددها 1000 سهم. من خلال سياسة تجاريَّة عدوانيَّة ثم تعرضت لانتقادات شديدة، استوعبت شركة ستاندرد أويل أوف أوهايو أو دمرت في عام 1872 معظم مُنافسيها في كليفلاند في أقل من شهرين، ثم أثبتت نفسها باعتبارها المشغل الوحيد للنفط في شمال شرق الولايات المتَّحدة.

## تصفية المُنافسة: حرب الأسعار
في السنوات الأولى، سيطر جون دي روكفلر على مجموعة المساهمين حيث كان أكثر دراية بصناعة البترول الناشئة. وسرعان ما فوض مهام الإشراف والتدريب إلى شبكة من اللجان، مع التأكد من أنه لا يزال المساهم الأكبر. تمركز المدير التنفيذيّ في مكاتب الشركة في كليفلاند، ولكن تمَّ اتخاذ القرارات في اللجنة.
للالتفاف على قوانين الولاية التي تهدف إلى الحد من حجم الشركات، تمكن روكفلر وشركاؤه من تطوير استراتيجيَّات إدارة مبتكرة تسمح لهم بالاحتفاظ بالسيطرة على شركة متنامية: لقد ضاعفوا الشركات التابعة، والتي كانت مثل العديد من شركات ستاندرد أويل الزائفة؛ ثم في عام 1882، قاموا بإعادة تجميع هذه الشركات، الموزعة عبر اثنتي عشرة ولاية أمريكيَّة، في مجلس إدارة واحد: في نهاية الاتفاقيَّة، وافق سبعة وثلاثون مساهمًا في هذه الشركات على منح السلطة «كأمانة» لمجلس إدارة من تسعة أمناء، وهم: جون وويليام روكفلر، وأوليفر إتش باين، وتشارلز برات، وهنري فلاجلر، وجون د. آرتشبولد، وويليام جي وأردن، وجابيز بوستويك، وبنجامين بروستر. هذه المنظمة، التي كانت فعالة للغاية في التحايل على القوانين الأمريكيَّة، كانت واحدة من أولى الثِقات في التاريخ.
أدى نمُو السوق وعمليات الاستحواذ على الشركات المُنافسة إلى ازدهار الشركة. بعد شراء المُنافسين، أغلق روكفلر العمليات التي اعتبرها غير مربحة بشكل كافٍ وزاد الإنتاج في المواقع المتبقية. بموجب اتفاقية تاريخيَّة، مَنَحَت سكة حديد ليك شور، وهي شركة تابعة لشركة نيويورك المركزيَّة للسكك الحديديَّة [الإنجليزية]، في عام 1868 شركة روكفلر خصمًا قدره 42 سنتًا للبرميل، وهو ما يمثل خصمًا حقيقيًا بنسبة 71 ٪ على أساس الالتزام بالنقل على خطوطها ما لا يقل عن 60 عربة يوميًا من البترول، مع مسؤولية شركة ستاندارد أويل في تحميل وتفريغ البضائع. استنكر المُنتجون المُنافسون هذه الاتفاقيَّة، حيث لم يسمح لهم إنتاجهم بالمُطالبة بنفس الخصم من شركة السكك الحديديَّة. ومع ذلك، فشلت مناورات روكفلر في بعض الأحيان: عندما استثمر في عام 1872 في شركة تحسين الجنوب، مع احتمال الحصول على خُصومات على أسعار النقل، وعلى العكس من ذلك، زادت تكاليف النقل لمُنافسيه؛ تمَّ الإعلان عن القضية، وطالب صغار المنتجين برلمان ولاية بنسلفانيا بإلغاء براءة اختراع تحسين الجنوب.
خفضت وفورات الحجم والاتفاقيات السريَّة الخاصة بـتعريفات النقل لشركة ستاندارد أويل سعر برميل الكيروسين من 58 إلى 26 سنتًا بين عامي 1865 و 1870؛ وإذا سبَّ المنافسون حرب الأسعار هذه، فإنها تجلب السعادة إلى صناعة متنامية. ستاندرد أويل، التي أثبتت نفسها قبل وقت طويل من اكتشاف حقول النفط سبيندلتوب [الإنجليزية]، في سوق كانت منافذها الوحيدة هي الإضاءة والتدفئة، كانت مفضلة بسبب انفجار سوق الصناعة الكيميائيَّة. قيل أن هذه الشركة تمتلك أو تسيطر على الصناعة بأكملها (تكامل رأسي).
إن تأثير ستاندرد أويل هو الذي يجعلها قادرة على فرض جميع شروطها على شركات السكك الحديديَّة، بما في ذلك مطالبتهم برفض نقل مُنتجات مُنافسيها. في عام 1875، تدخل وكلاؤه لدى مالكي 27 مصفاة في بلدة تيتوسفيل لإبلاغهم أن شركة ستاندارد أويل تعتزم إعادة شرائها بسعر باهظ. في مواجهة رفضهم الواضح، أوقف المعيار جميع وسائل النقل بين تيتوسفيل (بنسيلفانيا) والعالم الخارجي. بحلول عام 1879، وافقت 25 شركة من أصل 27 شركة على البيع. تم استخدام نفس التكتيك في بيتسبرغ (بنسيلفانيا) عام 1879.

## الاحتكار
في عام 1885، نقلت شركة ستاندارد أويل في أوهايو مقرها الرئيسيّ من كليفلاند إلى نيويورك في 26 برودواي، في مبنى تم الانتهاء منه للتو. في الوقت نفسه، قام المجلس التنفيذيّ لشركة ستاندارد أويل في أوهايو بتحويل أصولها إلى شركة ستاندرد أويل في نيو جيرسي للاستفادة من قوانين نيوجيرسي الأكثر تساهلاً بشأن التركيز في التجارة.
ولكن في وقت مبكر من عام 1890، أصدر الكونغرس قانون شيرمان لمكافحة الاحتكار لعام 1890، مصدر جميع قوانين مكافحة الاحتكار الأمريكيَّة منذ ذلك الحين. يحظر هذا القانون أي عقد أو منظمة أو اتفاق أو ترتيب يهدف إلى إعاقة المُنافسة، على الرغم من أن التعبير الإنجليزي (تقييد التجارة) يخضع لأوسع تفسيرات. سرعان ما لفتت مجموعة ستاندرد أويل انتباه السلطات، بمُحاكمة مدوية في محكمة أوهايو، استمع إليها المدعي العام ديفيد ك. واتسون.
بين عامي 1882 و 1906، دفعت ستاندرد حوالي 548,436,000 دُولارًا في توزيعات حصة الأرباح بعائد 65.4 ٪. مُمارسة شائعة في الأعمال التجاريَّة، تمَّ على الفور إعادة استثمار جزء كبير من الأرباح في الشركة، بدلاً من تحويلها بالكامل إلى المساهمين. إجمالاً، ستبلغ الأرباح المتراكمة من قبل الشركة بين عامي 1882 و 1906 838,783,800 دُولار أمريكي، أو زيادة قدرها 290,347,800 دولار أمريكي عن توزيعات الأرباح. أتاح هذا الرأس المال تطوير مواقع الإنتاج المختلفة. في عام 1897، تقاعد جون روكفلر فجأة كرئيس لشركة ستاندرد أويل في نيوجيرسي دون إبلاغ أي شخص، الشركة القابضة للمجموعة، لكنه ظل المساهم الأكبر. يمتلك نائب الرئيس جون داستن أرشبولد الآن معظم السلطة. واصلت ستاندرد أويل ترسيخ مكانتها في السوق من خلال زيادة الإنتاجية وتقليل تكاليف التخزين؛ وهكذا، بينما تخلص معظم منافسيها من البنزين، ثم منتج تقطير ليس له قيمة تجارية، بإلقائه في الأنهار، استخدمتهُ شركة ستاندارد أويل لتشغيل أجهزتها. حيث قام منافسوها بتخزين براميل القطران، سعى روكفلر لبيعها.
هذه هي الطريقة التي ابتكرت بها شركة ستاندارد أويل أول شمع عسل اصطناعي، وفي عام 1908 اشترت شركة شسبروج للتصنيع، التي طورت الفازلين.لم يكن صندوق ستاندارد أويل خاضعًا لسيطرة أكثر من حفنة من العائلات. لم يصرح روكفلر في عام 1910: "أعتقد أن عائلات برات، باين ويتني (تشكل مستثمرًا واحدًا، وألقابها تأتي من ملكية الكولونيل باين)، وهاركنس فلاجليرز (الذين استثمروا في نفس الوقت في الشركة) وروكفلرز تملك غالبية الأسهم منذ تأسيس الشركة حتى اليوم. أعادت هذه العائلات استثمار الجزء الأكبر من أرباح الأسهم في قطاعات أخرى، ولا سيما شركات السكك الحديديَّة. كما استثمروا في الغاز والإضاءة الكهربائية (بما في ذلك شركة الغاز المُوحدة [الإنجليزية] في مدينة نيويورك)، وشركة فولاذ الولايات المتَّحدة، وأناكوندا للنحاس [الإنجليزية]، وحتى شركة تكرير منتجات الذرة.

## تفكيك مكافحة الاحتكار
منذ نهاية القرن التاسع عشر - بداية القرن العشرين، نفذت الولايات المتحدة سياسة مكافحة الاحتكار (قانون شيرمان لمكافحة الاحتكار) للحفاظ على المنافسة الحرة وتجنب حالات الإيجار الضارة بالابتكار والمستهلكين. من أوائل الصحفيين الذين تحدثوا علنًا ضد ممارسات ستاندارد أويل المناهضة للمنافسة كانت الصحفية إيدا م تاربيل، التي كان والدها عامل تشغيل مفلسًا. بعد عدة مقابلات مع المدير التنفيذي لشركة ستاندارد أويل، هنري هتلستون روجرز، تمكنت من شن حملة صحفية مدوية ضد روكفلر والاحتكارات بشكل عام. كانت تحقيقاتها موضوع تسعة عشر مقالاً نُشرت في مجلة مكلور، بين نوفمبر 1902 وأكتوبر 1904، قبل أن تعود إلى الكل في كتاب، تاريخ شركة ستاندرد أويل (1904).
في عام 1911، رفعت وزارة العدل الأمريكيَّة دعوى قضائية ضد شركة ستاندارد أويل بسبب مناصبها الاحتكارية (شركة ستاندرد أويل في نيو جيرسي ضد الولايات المتحدة). في عام 1914، تم إنشاء لجنة التجارة الفيدراليَّة (FTC)، المكرسة لضمان الامتثال لسياسة مكافحة الاحتكار. جرت محاكمة روكفلر في نفس العام: أمرت المحكمة بتفكيك ستاندرد أويل إلى 34 شركة مستقلة (موبيل، شيفرون)، بعضها يحتفظ بالحق في استخدام العلامة التجارية ستاندرد أويل في ولايات معينة. في ذروتها، حققت الشركة مبيعات تعادل اليوم 1040 مليار دُولار.

## النجاحات
كانت الشركات الأربع والثلاثون التي نتجت عن الانفصال عن شركة ستاندارد أويل.
- شركة النفط الأنجلو أمريكية
- النفط الأطلسي → أركو → تم شراؤها بواسطة بي بي
- شركة باكاي لخط الأنابيب
- شركة بورن سكريمسر
- شركة تصنيع تشيزبورو
- شركة كولونيال أويل
- شركة كونتيننتال أويل ← كونوكو ← كونوكو فيلبس
- شركة الهلال لخطوط الأنابيب
- شركة كمبرلاند لخط الأنابيب
- شركة يوريكا بايب لاين
- شركة غالينا سيجنال للنفط
- شركة خطوط الأنابيب إنديانا
- شركة العبور الوطنية
- شركة نيويورك ترانزيت
- شركة خطوط الأنابيب الشمالية
- شركة أوهايو للنفط ← ماراثون للبترول
- شركة البراري للنفط والغاز
- شركة تكرير الطاقة الشمسية
- شركة خطوط الأنابيب الجنوبية
- شركة جنوب بن أويل ← بنزويل
- شركة خطوط الأنابيب بجنوب غرب بنسلفانيا
- زيت كاليفورنيا القياسي ← شيفرون ← شيفرون تكساكو ← شيفرون (مرة أخرى منذ ذلك الحين 2005)
- زيت إنديانا القياسي ← ستانوليد ← أموكو ← بي بي أموكو ← بي بي
- زيت قياسي من كانساس ← ستانوليد ← أموكو ← بي بي أموكو ← بي بي
- ستاندرد أويل أوف كنتاكي ← كيزو (أيه آر) ← شيفرون
- ستاندرد أويل (شركة) لويزيانا
- ستاندرد أويل نبراسكا
- ستاندارد أويل في نيو جيرسي → إكسون (إيسو خارج الولايات المتحدة) → إكسون موبيل
- ستاندرد أويل (شركة) من نيويورك → سوكوني → زيت موبيل مؤسسة → إكسون موبيل
- ستاندرد أويل أوف أوهايو → سوهي (أيه آر) → بي بي
- شركة سوان وفينش → سوبرا بن → موتول
- خطوط خزان الاتحاد
- شركة فاكيوم أويل ← شركة موبيل أويل ← إكسون موبيل
- ووترز بيرس